# Kappa Andromedae
Kappa Andromedae (κ And / κ Andromedae) è una stella di magnitudine 4,14 situata nella costellazione di Andromeda. Dista 168 anni luce dal sistema solare.

## Osservazione
Si tratta di una stella situata nell'emisfero celeste boreale. La sua posizione moderatamente boreale fa sì che questa stella sia osservabile specialmente dall'emisfero nord, in cui si mostra alta nel cielo nella fascia temperata; dall'emisfero australe la sua osservazione risulta invece più penalizzata, specialmente al di fuori della sua fascia tropicale. Essendo di magnitudine 4,1, la si può osservare anche dai piccoli centri urbani senza difficoltà, sebbene un cielo non eccessivamente inquinato sia maggiormente indicato per la sua individuazione.
Il periodo migliore per la sua osservazione nel cielo serale ricade nei mesi compresi fra fine agosto e dicembre; nell'emisfero nord è visibile anche fino alla metà dell'inverno, grazie alla declinazione boreale della stella, mentre nell'emisfero sud può essere osservata limitatamente durante i mesi della primavera australe.

## Caratteristiche fisiche
La stella è una subgigante blu di tipo spettrale B9IV; ha una massa 2,5 volte quella del Sole ed un raggio 2,3 volte superiore. Possiede una magnitudine assoluta di 0,56 e la sua velocità radiale negativa indica che la stella si sta avvicinando al sistema solare.

## Sistema planetario
Nel novembre del 2012 è stato scoperto un massiccio pianeta orbitante attorno alla stella, Kappa Andromedae b. Il pianeta è stato osservato direttamente da astronomi dell'Università di Toronto, in collaborazione con altre istituzioni di USA, Europa e Asia, ed è un super Giove o una nana bruna con una massa quasi 13 volte quella gioviana. La distanza dalla stella è di circa 55 UA, una volta e mezzo la distanza di Nettuno dal Sole. Osservazioni nel vicino infrarosso indicano una temperatura dell'oggetto di 1700 K.
Si tratta della stella più massiccia intorno alla quale sia stato osservato direttamente un pianeta extrasolare o una nana bruna.